# Eva Luna
Eva Luna – amerykańsko-wenezuelska telenowela z 2010 roku. Wyprodukowana przez wytwórnię Venevision. Producentami są Leonardo Padrona i Alexa Padada.

## Fabuła
Eva González (Blanca Soto) z ojcem Ismaelem (Eduardo Ibarrola) i siostrą Alicią (Sofia Lama) przeprowadza się ze wsi do Los Angeles. Podczas festynu poznaje Daniela Villanuevę (Guy Ecker) i Leonarda Arismendi (Julián Gil). Następnego dnia ojciec Evy zostaje potrącony przez samochód i umiera. Sprawca wypadku ucieka. Eva chce go odnaleźć i pomścić śmierć ojca. Oczarowany nią Leonardo, który jest także sprawcą wypadku, czego Eva nie wie proponuje jej stałą pracę w rezydencji Arismendich jako opiekunki dla Julia Arismendiego (Jorge Lavat). Eva się zgadza. Leonardo zakłada się z Danielem, że uwiedzie Evę, ale Villanueva wątpi w jego sukces. Daniel, mimo iż jest związany z Victorią (Vanessa Villela), siostrą Leonarda zakochuje się w Evie, z wzajemnością. Daniel i Victoria się zaręczają, ale później on odwołuje zaręczyny. Victoria knuje plany z tą, którą uważa za matkę. Prawdziwej matce, Juście (Lupita Ferrer) została odebrana jako niemowlę przez jej siostrę Renatę. Eva i Daniel są szczęśliwi, planują ślub. Leonardo wmawia Evie, że to Daniel zabił jej ojca, choć to on to zrobił. Marcela (Susana Dosamantes) i Victoria wrabiają Evę w kradzież. Eva nie pojawia się na ślubie i nienawidzi Daniela. Julio odkrył, że żona go truje i pozoruje własną śmierć. Eva wyjeżdża do ciotki Matilde (Sonia Noemi) i ukrywa się przed policją. Przyjeżdża do niej Julio. Pragnie z niej uczynić bogaczkę. Eva dowiaduje się, że jest w ciąży i mówi, że nie powie o tym Danielowi. Daniel i Victoria ponownie się zaręczają i biorą ślub. Laurita (Gabriela Borges), córka Daniela z pierwszego małżeństwa wyjeżdża do szkoły z internatem. Tymczasem Deborah (Frances Ondiviela), najlepsza przyjaciółka Marceli, matka Evy i Alicii (Sofia Samatiades) chce odnaleźć córki. Mija kilka miesięcy. Eva rodzi syna, nazywa go Pablo. Powraca z nową tożsamością, modelki Evy Luny. Reklamuje nowe perfumy. Deborah rozpoznaje córkę i nic jej nie mówi o tym, że jest jej matką. Dzięki pomocy don Julia Eva staje się jedyną spadkobierczynią fortuny Arismendich. Zostaje prezesem agencji reklamowej Arismendi, wspólniczką Daniela. Victoria dowiaduje się, że jest córka Justy, zmienią się na lepszą. Eva chce wziąć ślub z Leonardem, lecz do ślubu nie dochodzi, gdyż Daniel go powstrzymuje. Eva odkrywa kłamstwo Leonarda. Biorą ślub z Danielem. Jadą w podróż poślubną i Eva odkrywa, że jest w ciąży po raz drugi.

## Obsada
- Blanca Soto jako Eva González/Eva Luna
- Guy Ecker jako Daniel Villanueva
- Julián Gil jako Leonardo „Leo” Arismendi
- Vanessa Villela jako Victoria Arismendi
- Susana Dosamantes jako Marcela Arismendi
- Greydis Gill jako Claudia
- Sofia Lama jako Alicia González
- Jorge Lavat jako Julio Arismendi
- Lupita Ferrer jako Justa Valdéz
- Anna Silvetti jako Renata Cuervo
- Frances Ondiviela jako Deborah González
- Alejandro Chabán jako Tony Santana
- Gabriela Borges jako Laurita Villanueva
- Christian Vega jako Adrian Reyes
- Hary Geithner jako Francisco Conti
- Liz Coleandro jako Aurelia
- Frankin Vorgüez jako El Gallo
- Sonia Noemi jako Matilde González
- Raúl Xiques jako Ricardo
- Carlos Ferro jako Carlos Madonaldo
- Priscila Perales jako Liliana
- Leticia Morales jako Jackie
- Daniela Schmidt jako Marisol
- Patricia Ramos jako Sabrina
- Jose Guillermo Cortines jako Bruno Lombardi
- Eduardo Ibarrola jako Ismael González
- Jorge Consejo jako José Lozano
- Alberto Salaberri jako Giorgio
- Ana Carolina da Fonseca jako Violeta
- Veronica Montes jako Maritza Ruiz
- Stephie Torres jako Olga
- Arnaldo Pipke jako Damian
- Pau Gasol jako on sam – gość specjalny
- Jenni Rivera – gość specjalny
- Carlos Cruz jako detektyw
- Cristina Figarolla jako panna Farinas
- Enrique Arredondo jako detektyw
- Enrique Herrera jako ojciec Suarez – ksiądz
- Gerardo Riveron jako prawnik
- Hector Fuentez jako detektyw Reyes
- Jose Luis Tovar jako policjant
- Juan Carlos Baena jako prawnik
- Juan Cerpero jako sprzedawca samochodów
- Juan Troya jako David Basañez – prawnik
- Marcos Mirannda jako doktor Marcos García
- Marha González jako Lucy
- Mirta Renee jako Vanessa
- Rafael Robledo jako detektyw
- Ramon Morell jako doktor Santiago Rivera
- Raynell Garranchan jako detektyw Morales
- Severino Puente jako sędzia
- Tely Ganas jako profesor Rosales